# 堀親篤
堀 親篤（ほり ちかあつ、1863年8月1日（文久3年6月17日）- 1928年（昭和3年）1月22日）は、明治から大正期の銀行家、政治家、華族。貴族院子爵議員。旧姓・細川、旧名・貫通。

## 経歴
常陸谷田部藩主・細川興貫の二男として生まれる。1878年（明治11年）8月26日、旧信濃飯田藩主・堀親義の養子となり、同年10月5日、養父の隠居に伴い家督を継承。1880年（明治13年）9月、親篤に改名。1884年（明治17年）7月8日、子爵を叙爵した。
1885年（明治18年）賢所勤番となる。1892年（明治25年）6月25日、貴族院子爵議員補欠選挙で当選し、1897年（明治30年）7月9日まで1期在任した。その他、東京市浅草区長、千代田銀行専務取締役、千代田貯蓄銀行頭取などを務めた。
1908年（明治41年）5月26日に隠居し、1914年（大正3年）8月10日に分家した。

## 親族
- 妻：喜子（よしこ、先々代・堀親広二女、離縁）[1]
- 長男：秀孝（1892年生、子爵、陸軍歩兵中尉。妻の鋭子は子爵仙石政敬の二女）[1][8]